# Psorophora champerico
Psorophora champerico är en tvåvingeart som först beskrevs av Dyar och Frederick Knab 1906.  Psorophora champerico ingår i släktet Psorophora och familjen stickmyggor. Inga underarter finns listade i Catalogue of Life.